# Unocal
Union Oil Company of California (afgekort Unocal) was een bedrijf actief in de exploratie en verkoop van aardolie, met zijn hoofdzetel in Los Angeles in de Verenigde Staten. Sinds 10 augustus 2005 is het een onderdeel van het eveneens Amerikaanse oliebedrijf Chevron Corporation.  
De overname door Chevron werd mogelijk door een veto van de Amerikaanse president George W. Bush tegen het hogere bod van het Chinese staatsbedrijf CNOOC (China National Offshore Oil Corporation), omdat hij niet wilde dat een Amerikaans oliebedrijf in Chinese handen zou terechtkomen.

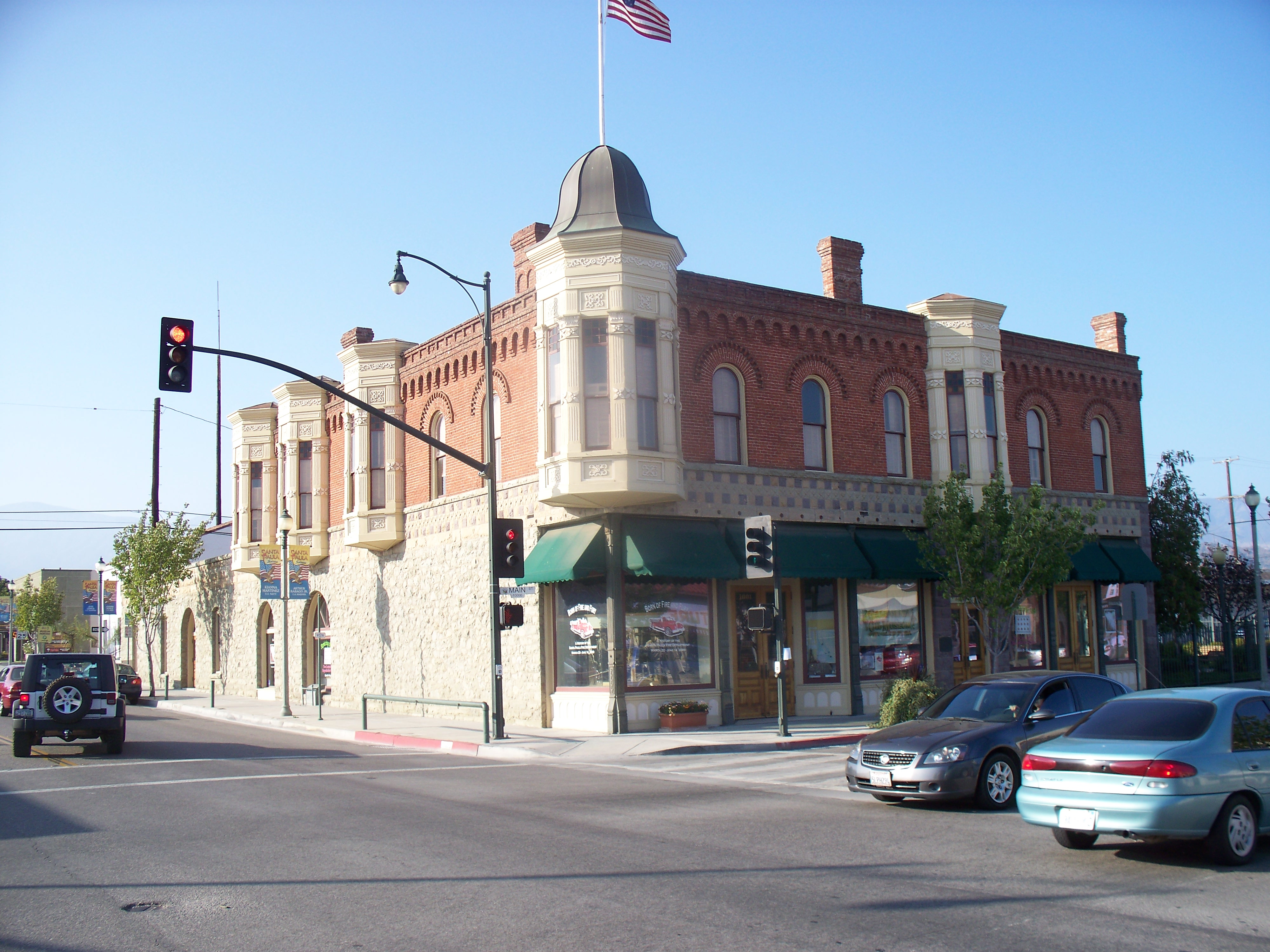
Hoofdkantoor
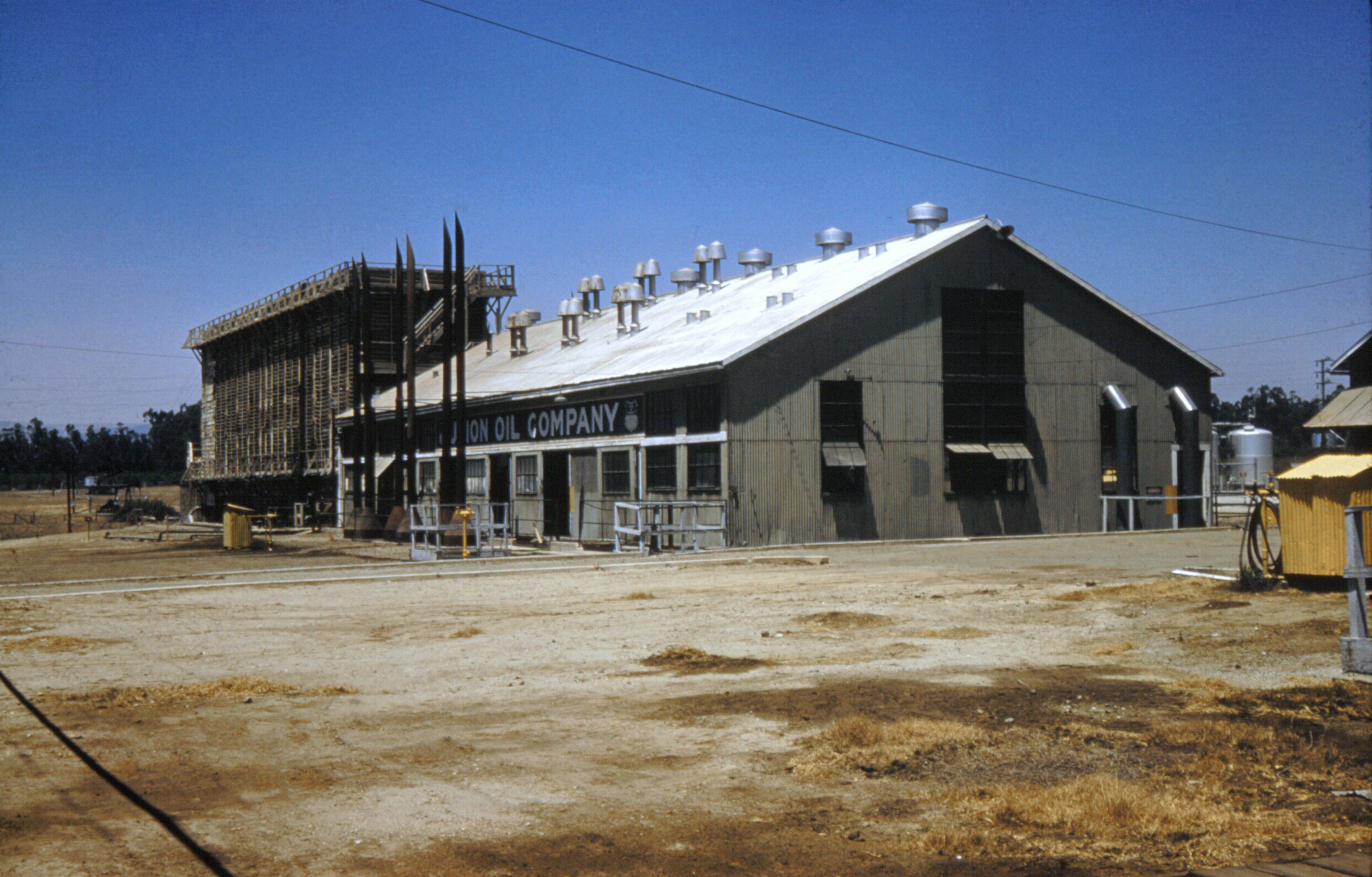
Raffinaderij
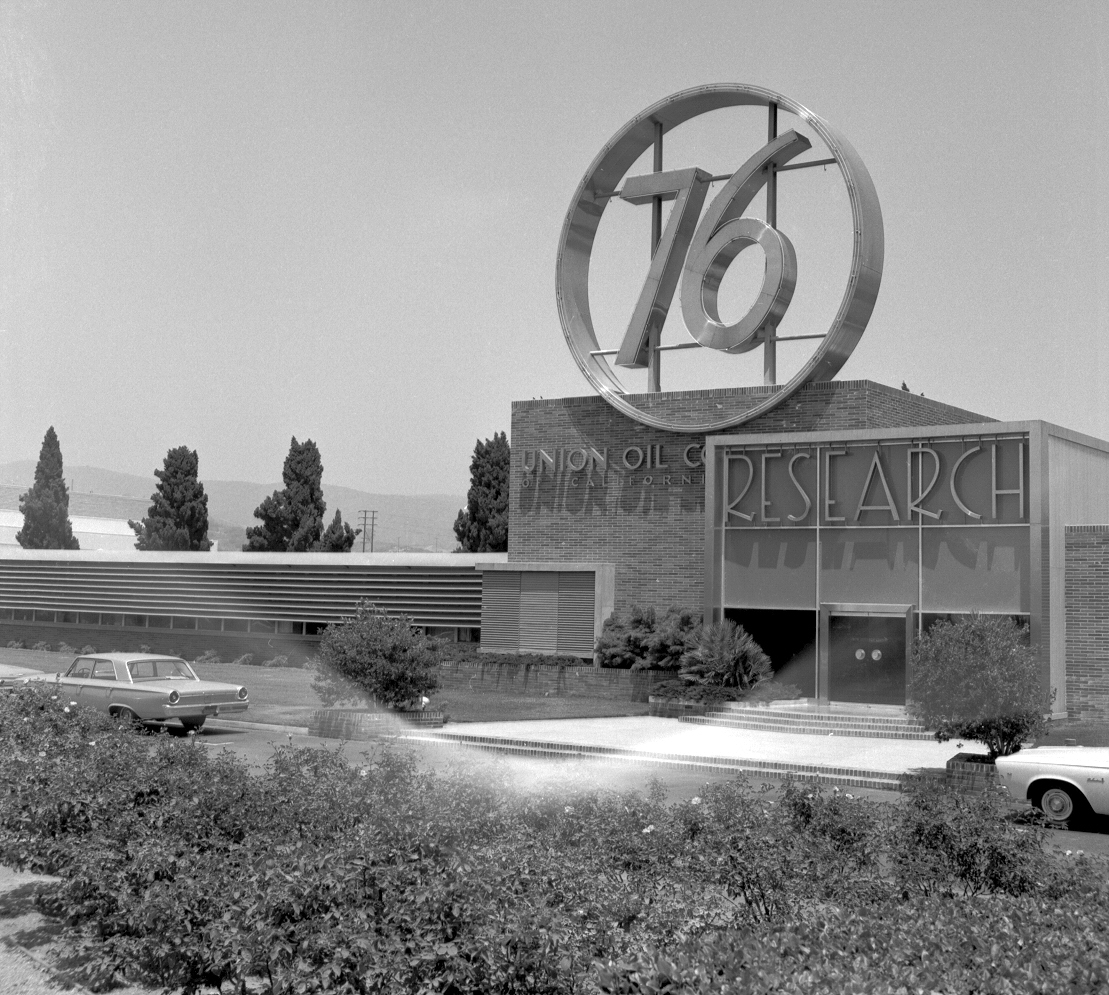
Onderzoekkantoor in 1965
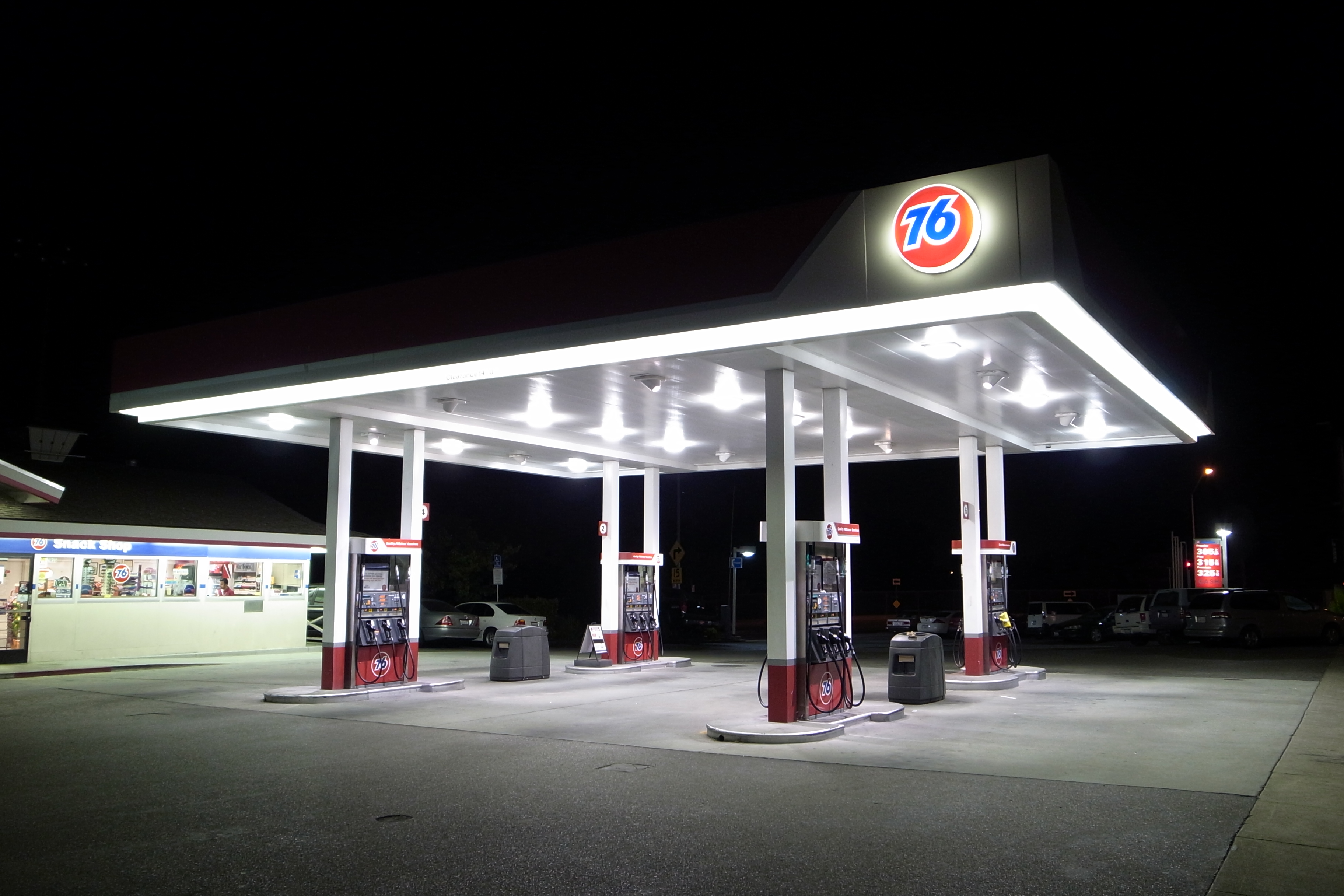
Tankstation

## Nederland
Ook in de Nederlandse Exclusieve Economische Zone op de Noordzee was Unocal actief in de winning van olie.